# セディウ
セディウ（フランス語: Sédhiou）は、セネガルの町である。セディウ州の州都であり、セディウ県の県都である。

## 地理
カザマンス川の右岸に位置する。大西洋からカザマンス川を上って160kmの位置である。

## 出身者
- サディオ・マネ - サッカー選手